# Marolles-sous-Lignières
Marolles-sous-Lignières är en kommun i departementet Aube i regionen Grand Est (tidigare regionen Champagne-Ardenne) i nordöstra Frankrike. Kommunen ligger  i kantonen Ervy-le-Châtel som ligger i arrondissementet Troyes. År 2022 hade Marolles-sous-Lignières 363 invånare.

## Befolkningsutveckling
Antalet invånare i kommunen Marolles-sous-Lignières
Referens: INSEE